# Adamanci (prefecte)
Adamanci (en grec: Ἀδαμάντιος; fl. 474–479) va ser un polític de l'Imperi Romà d'Orient, praefectus urbi de Constantinoble (474–479), i patrici.
Adamanci era fill de Vivià, cònsol el 463 i prefecte del pretori d'Orient; el seu germà era Pau, cònsol el 512.
Entre el 474 i el 479, Adamanci va ser praefectus urbi de Constantinoble.
L'any 479 apareix documentat com a patricius. Aquell any va rebre honors consulars de l'emperador Zenó i va ser enviat com a ambaixador al general rebel Teodoric el Gran. Va anar a Tessalònica, on va alliberar l'excònsol Joan d'una multitud enfurismada, i a continuació es va unir a Sabinià Magne a Edessa. Es va trobar amb Teodoric a Dirraqui, on van iniciar negociacions, però Zenó els va fer tornar quan els rebels van continuar atacant territoris imperials.